# Rue Gerbert (Reims)
Pour les articles homonymes, voir Rue Gerbert.
La rue Gerbert est une voie de la commune de Reims, située au sein du département de la Marne, en région Grand Est.

## Situation et accès
La rue Gerbert appartient administrativement au quartier Centre Ville.
La voie est à double sens.

## Origine du nom
Elle porte ce nom pour commémorer l'évêque de Reims  Gerbert d'Aurillac qui devint le pape Sylvestre II.

## Historique
Elle porte sa dénomination actuelle depuis 1841, ancienne rue du Nouveau-Collège au bout de cette rue se trouvait la porte Gerbert construite en 1856.

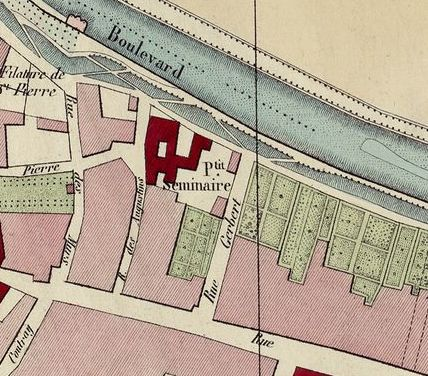
En 1844.

## Bâtiments remarquables et lieux de mémoire

Le Mur association promouvant le graffiti, Lota
Nadège Dauvergne.